# Callogobius snelliusi
Callogobius snelliusi is een straalvinnige vissensoort uit de familie van grondels (Gobiidae). De wetenschappelijke naam van de soort is voor het eerst geldig gepubliceerd in 1953 door Koumans.